# Jan Gerrit de Zeeuw (1865-1931)

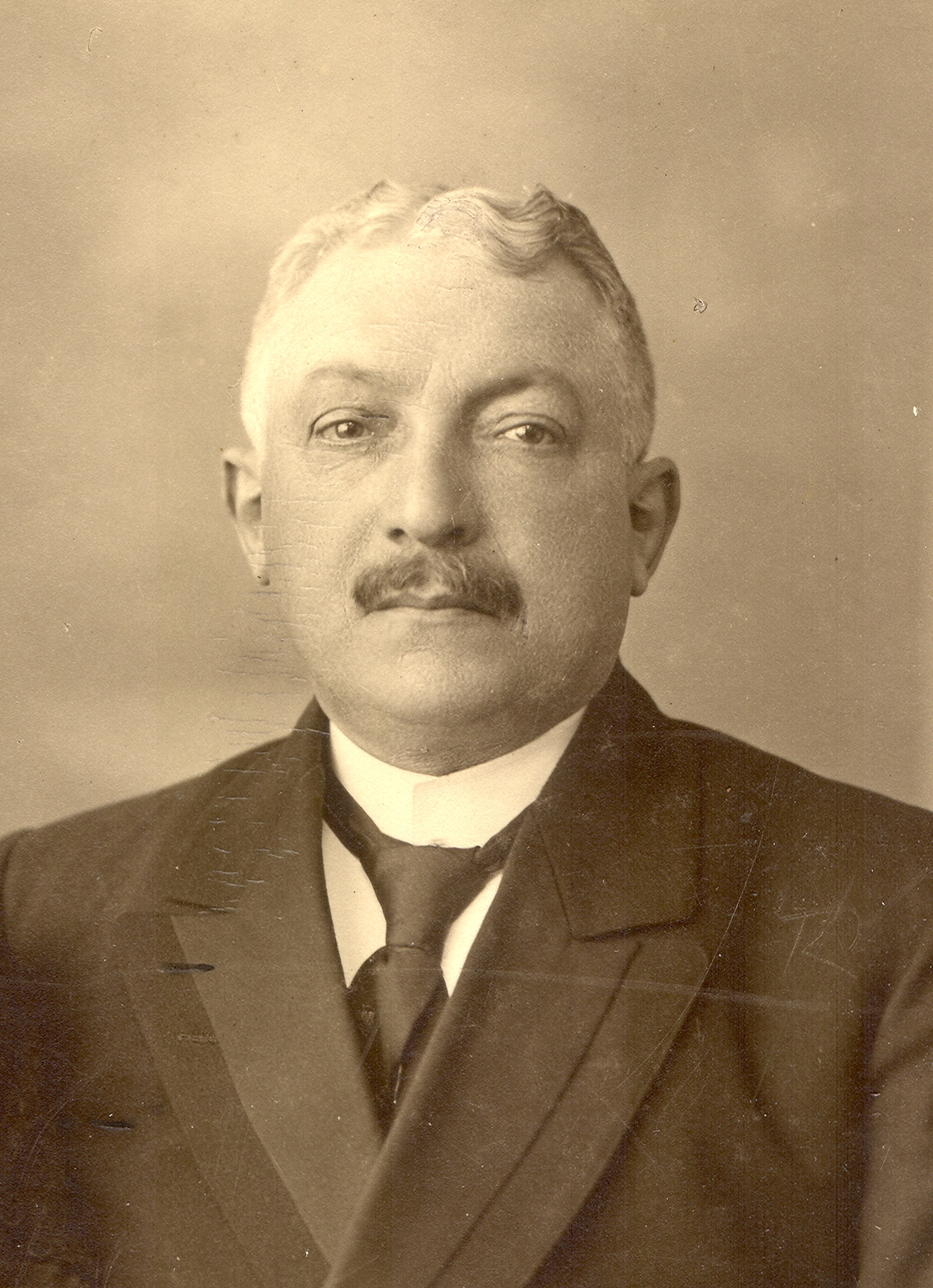
Jan Gerrit de Zeeuw

Jan Gerrit de Zeeuw (Ridderkerk, 2 maart 1865 – aldaar, 31 mei 1931) was secretaris/boekhouder en burgemeester van Ridderkerk.

## Biografie
De Zeeuw wordt bij koninklijk besluit nr. 49 van 18 maart 1905 benoemd tot burgemeester van Ridderkerk. Velen zien hierin onmiskenbaar de hand van Abraham Kuyper Op 25 maart wordt hij in die functie beëdigd.
In 1914 start de elektriciteitsvoorziening met 1505 aansluitingen op een totale bevolking van 11.000 zielen. Koningin Wilhelmina verrast de burgemeester volkomen met haar bezoek aan Rijsoord op 23 oktober 1914 waar zij de pontonniers inspecteert bij de bruggebouw over de Waal.
Een tweede koninklijk bezoek  is op 19 januari 1916 als Prins Hendrik op inspectiereis in de omgeving is in verband met de Stormvloed van 1916.
Tijdens het burgemeesterschap van De Zeeuw worden de muziekverenigingen Ridderkerkse Fanfare (1909), Sursum Corda (1918) en Harpe Davids (1920) opgericht en de Chr. MULO Dr. A. Kuyperschool in 1921 in gebruik genomen.
De Zeeuw wordt bij koninklijk Besluit nr. 28 gedateerd 14 maart 1923 om gezondheidsredenen ontslag uit zijn functie verleend.